# Antoni Szemelowski

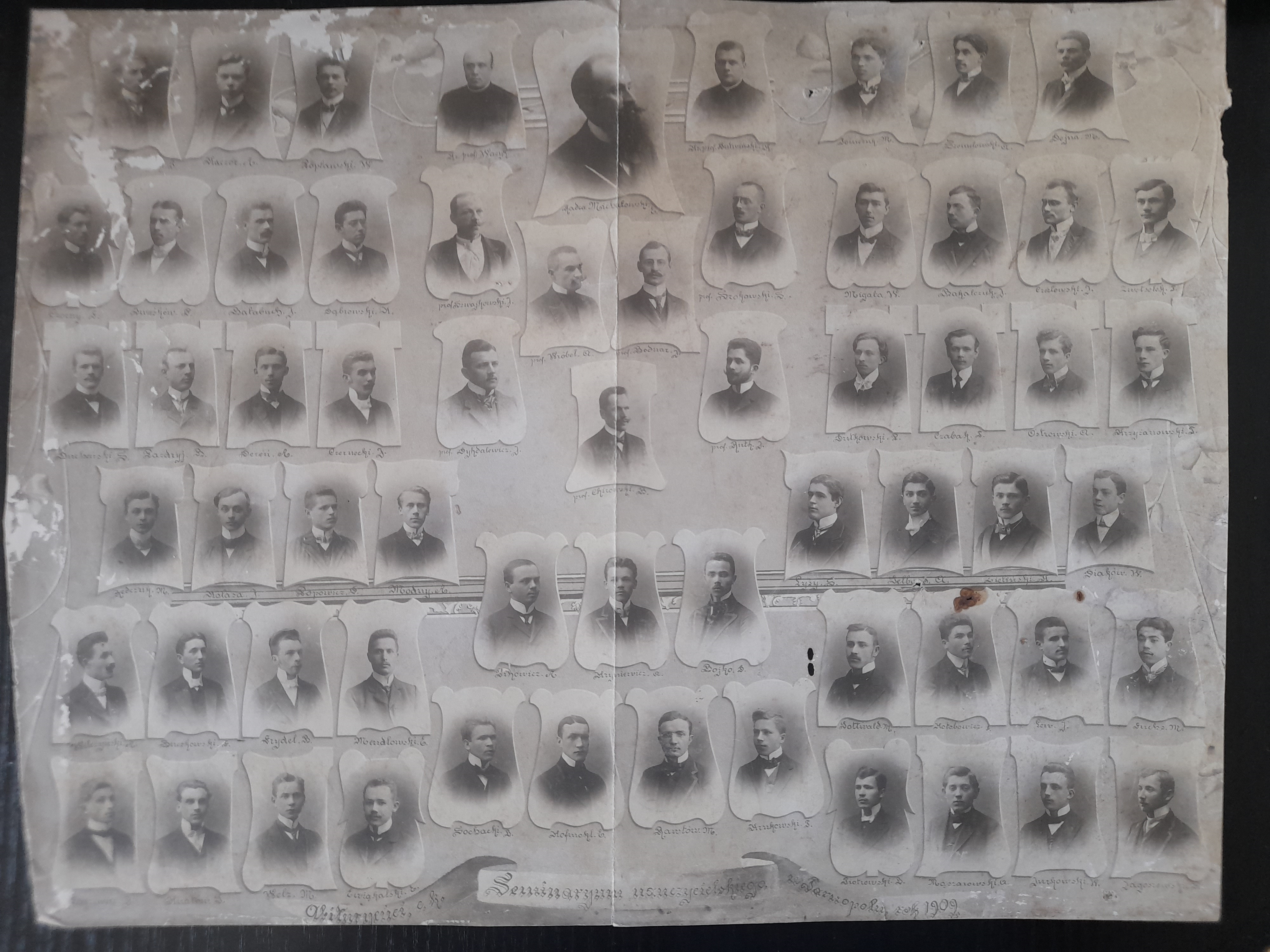
Abiturienci seminarium nauczycielskiego w Tarnopolu 1909, na górze, trzeci po prawej A.Szemelowski.

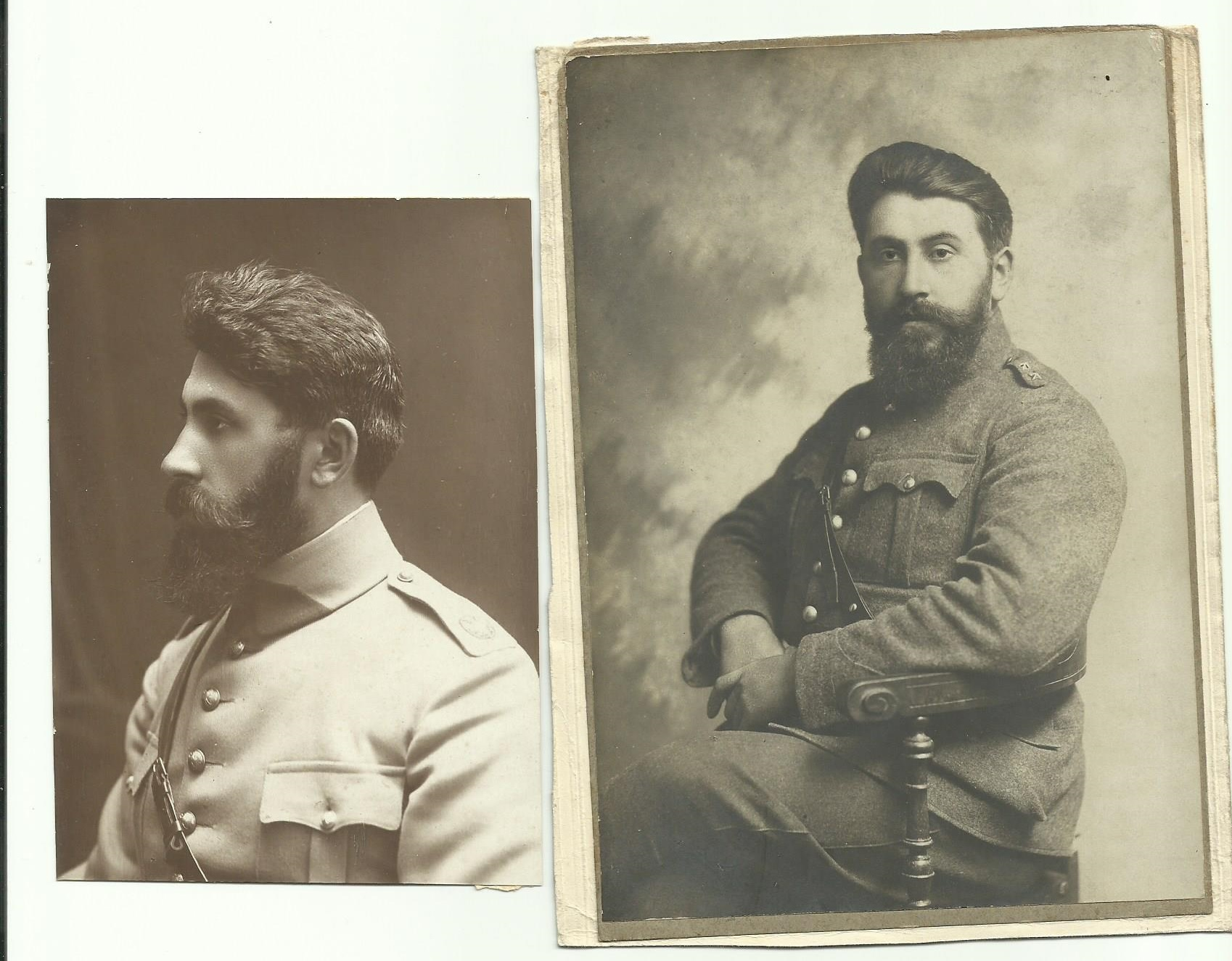
Po lewej A.Szemelowski we Włoszech w Armii Hallera, po prawej w Armii Polskiej 18 dywizja gen.Krajowskiego podczas wojny z bolszewikami.

Antoni Alojzy Szemelowski (ur. 12 czerwca 1889, zm. 24 września 1948) – polski nauczyciel, inspektor szkolny, działacz oświatowy i społeczny, kapitan piechoty Wojska Polskiego i Armii Krajowej.

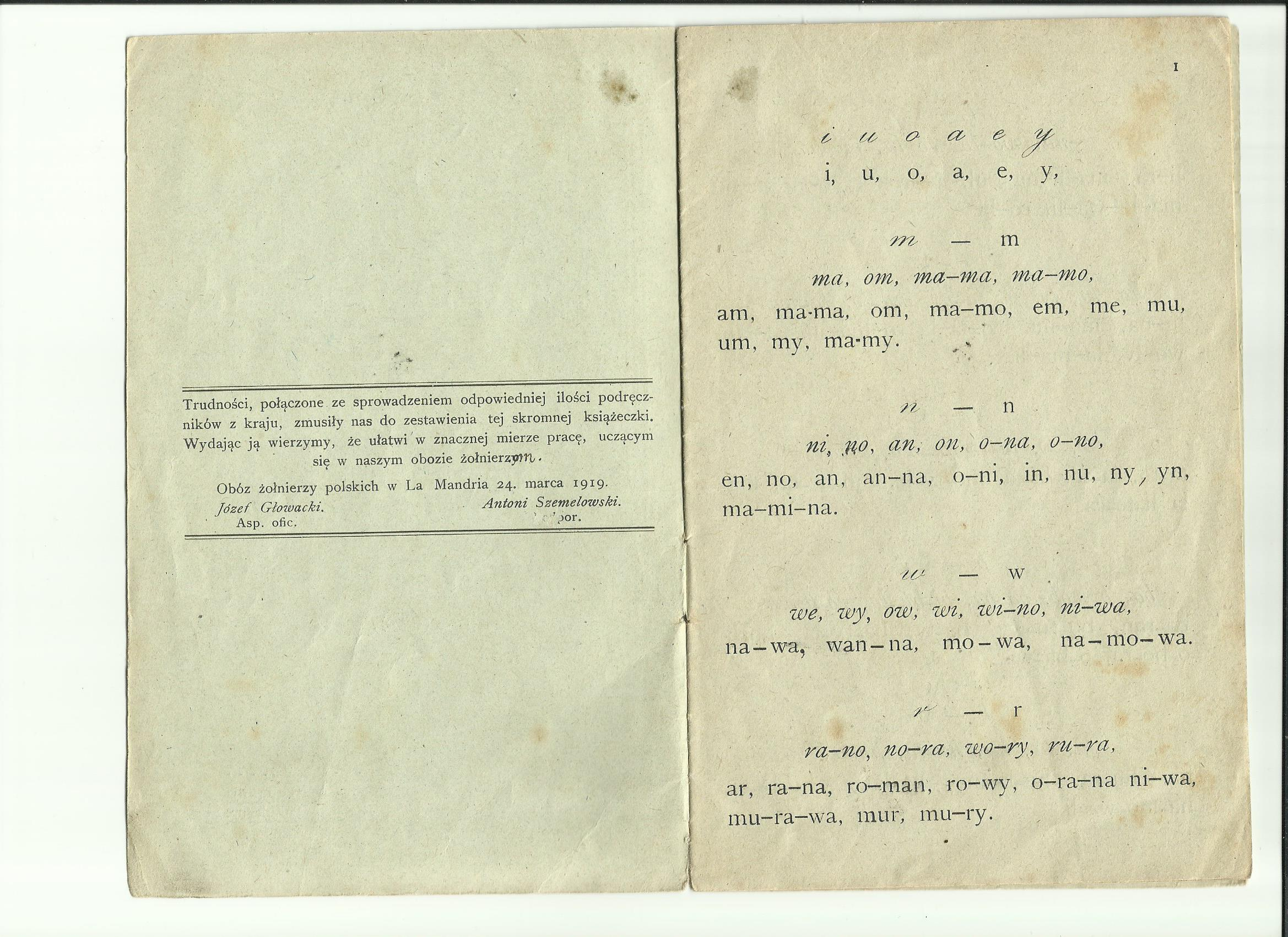
Podręcznik dla żołnierzy analfabetów La Mandria Włochy, współautor A.Szemelowski, 24.03.1919.

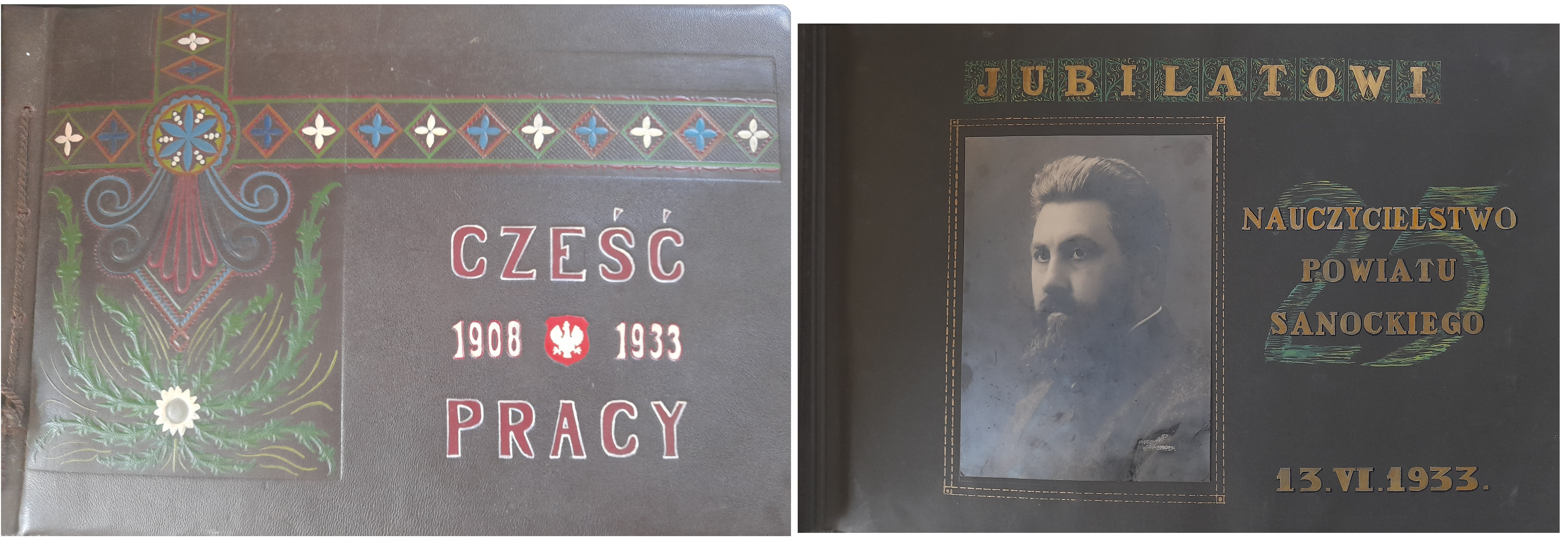
30-lecie pracy A.Szemelowskiego, po lewej okładka, po prawej pierwsza strona z zdjęciem.

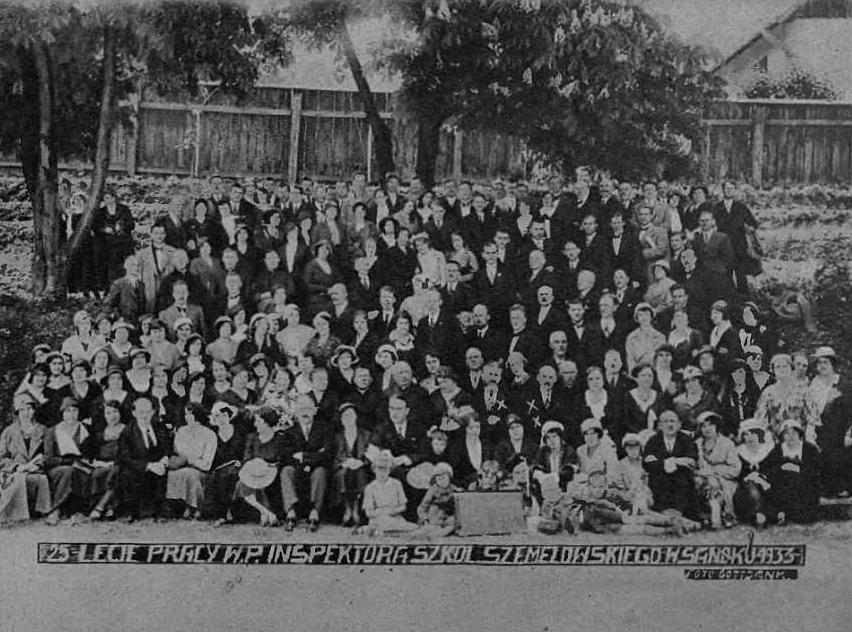
Jubileusz 25-lecia pracy Antoniego Szemelowskiego (Sanok, 1933)

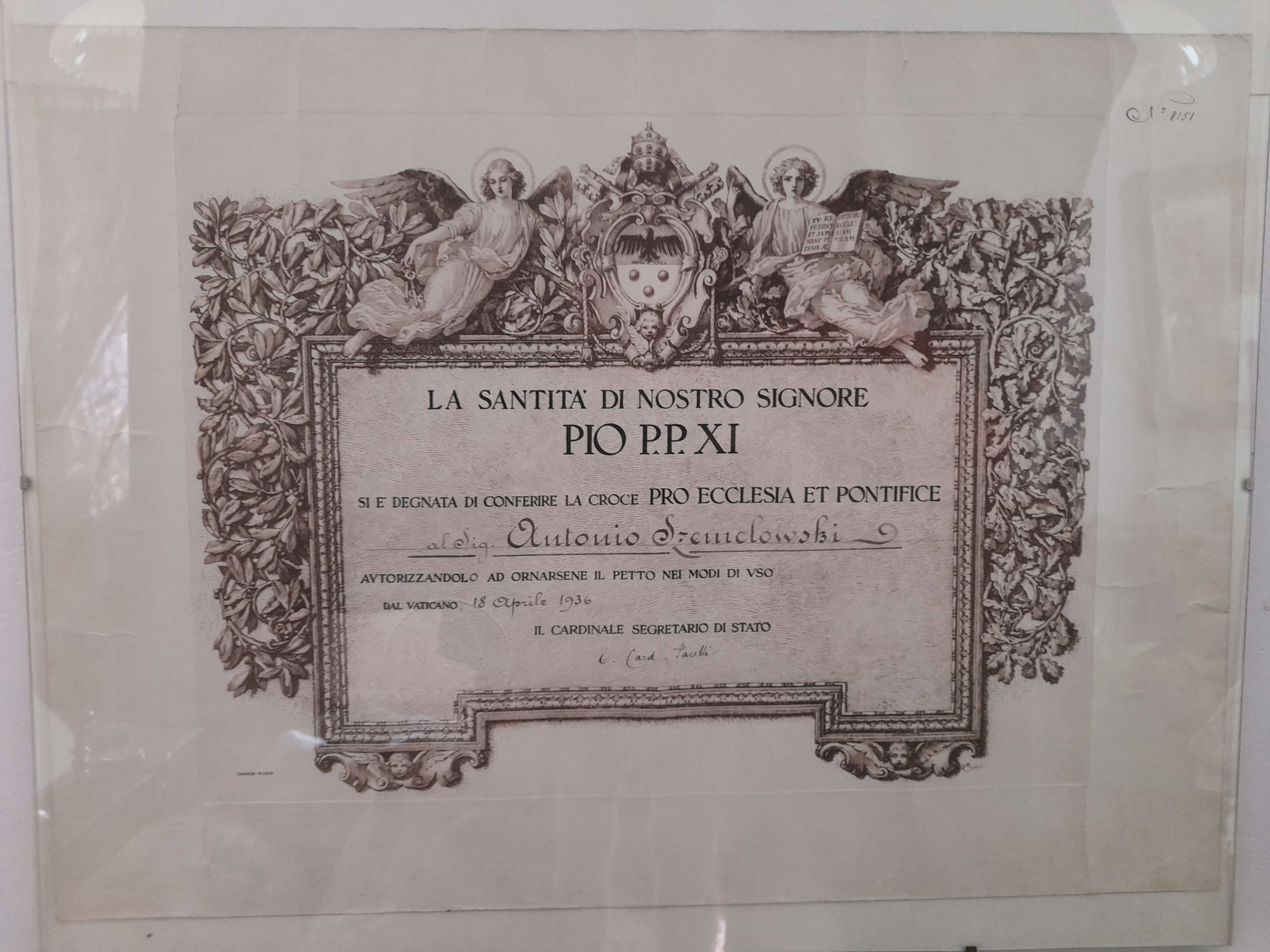
Medal nadany przez Papieża Piusa XI, 1936

## Życiorys
Urodził się 12 czerwca 1889. Był synem Jana (1853-1914) i Marii z domu Sataniuk (1850-1929). Jego rodzeństwem byli: Kazimierz (1883-), Joanna (1887-, po mężu Susoł), Teofila. W 1909 był działaczem Towarzystwa Szkoły Ludowej w Mikulińcach.
Po zakończeniu I wojny światowej i odzyskaniu przez Polskę niepodległości został przyjęty do Wojska Polskiego. Został awansowany na stopień kapitana rezerwy piechoty ze starszeństwem z dniem1 czerwca 1919. W 1923, 1924 był przydzielony jako oficer rezerwowy do 24 pułku piechoty w garnizonie Łuck. W 1934 jako kapitan rezerwy piechoty pospolitego ruszenia był w oficerskiej kadrze okręgowej nr X jako oficer przewidziany do użycia w czasie wojny i był wówczas przydzielony do Powiatowej Komendy Uzupełnień Sanok.
Jako oficer rezerwy wstąpił do służby w szkolnictwie II Rzeczypospolitej. Był nauczycielem. Został inspektorem szkolnym w strukturze Kuratorium Okręgu Szkolnego Lwowskiego. W połowie 1922 został mianowany zastępcą inspektora szkolnego w Sokalu. W pierwszej połowie lat 20. sprawował stanowisko powiatowego inspektora szkolnego powiatu peczeniżyńskiego z siedzibą w Peczeniżynie. W tym mieście był przewodniczącym Rady Szkolnej Powiatowej i pełnił funkcję prezesa koła TSL. Przed 1924 otrzymał pochwalne odznaczenie służbowe i wojskowe. Rozporządzeniem Ministra Wyznań Religijnych i Oświecenia Publicznego z 20 listopada 1924 został przeniesiony ze stanowiska inspektora szkolnego w Peczeniżynie na równorzędne stanowisko inspektora szkolnego powiatu śniatyńskiego z siedzibą w Śniatynie i pełnił je w kolejnych latach. W tym mieście był także przewodniczącym koła TSL. Rozporządzeniem Ministra Wyznań Religijnych i Oświecenia Publicznego z 26 października 1927 został przeniesiony ze stanowiska inspektora szkolnego w Śniatynie na takież stanowisko inspektora powiatu sanockiego z siedzibą w Sanoku. Stanowisko powiatowego inspektora szkolnego pełnił do lat 30. Ze stanowiska inspektora szkolnego w Sanoku jesienią 1933 został mianowany inspektorem szkolnym na obwód sanocki (na początku lat 30. jego zastępcą był Ludwik Jasiński). Był przewodniczącym Rady Szkolnej Powiatowej w Sanoku. Działał w kole TSL w Sanoku (wraz z nim także żona Maria); zasiadł w jego zarządzie i był prezesem koła. Pełnił funkcję przewodniczącego Rady Opiekuńczej kierującej Katolickim Związkiem Młodzieży Rękodzielniczej i Przemysłowej w Sanoku, był członkiem wspierającym i został wybrany członkiem honorowym ZMRiP. Zasiadł w zarządzie powołanego w maju 1929 sanockiego koła Polskiego Towarzystwa Tatrzańskiego, a 31 stycznia 1936 został wybrany przewodniczącym komisji rewizyjnej. W 1931 został członkiem połączonej rady miejskiej Sanoka po przyłączeniu do miasta Posady Olchowskiej. W 1932 został wybrany przewodniczącym zarządu Koła Rodzicielskiego przy Państwowym Gimnazjum im. Królowej Zofii w Sanoku i pełnił tę funkcję w kolejnych latach. Podczas zjazdu oświatowego w Sanoku 1 maja 1932 otrzymał dyplom uznania i pamiątkowy pierścień TSL, przyznany wcześniej przez walny zjazd TSL w Krakowie za gorliwą i owocną pracę oświatową w kilku powiatach Małopolski Wschodniej. W 1933 był wiceprezesem zarządu powiatu Związku Strzeleckiego w Sanoku. W połowie 1933 obchodził jubileusz 25-lecia pracy. W latach 30. zasiadał w radzie nadzorczej Komunalnej Kasy Oszczędności Królewskiego Wolnego Miasta Sanoka. 25 lutego 1933, 9 lutego 1934 był wybierany II wiceprezesem sanockiego oddziału Polskiego Czerwonego Krzyża. Został wiceprezesem zarządu ukonstytuowanego 13 stycznia 1934 komitetu obwodowego w Sanoku Towarzystwa Popierania Budowy Publicznych Szkół Powszechnych.
W 1936 został odznaczony przez papieża Piusa XI złotym krzyżem Pro Ecclesia et Pontifice.
Później pracował w Brzeżanach, gdzie był inspektorem szkolnym (1937), podinspektorem (1938). Był działaczem koła Związku Oficerów Rezerwy RP w Brzeżanach, 13 lutego 1938 został wybrany jego drugim wiceprezesem. W Brzeżanach był inicjatorem powstania Sekcji Teatralnej Towarzystwa „Przyjaźń” 30 września 1937 i został jej opiekunem, był członkiem miejscowego koła TSL (w tym w powiatowym zarządzie kół), członkiem gniazda Towarzystwa Gimnastycznego „Sokół”, Ligi Morskiej i Rzecznej, 7 lutego 1938 został wybrany wiceprezesem zarządu oddziału w Brzeżanach PCK i zasiadł w sekcji propagandy. Działał także w harcerstwie posiadając stopień druha.
Podczas II wojny światowej był oficerem kontrwywiadu Obwodu Brzeżany Armii Krajowej.
Zmarł 24 września 1948. Jego żoną była Maria z domu Helfer (1890-1985, także nauczycielka). Ich synami byli Mieczysław (1921–1987, oficer Wojska Polskiego i NSZ, powstaniec warszawski) i Tadeusz (–2007).